# Eckelrade
Eckelrade (en limbourgeois Ikkelder) est un village néerlandais situé dans la commune d'Eijsden-Margraten, dans la province du Limbourg néerlandais. Le 1er janvier 2005, le village comptait 580 habitants.